# Puerto Papel
Puerto Papel es una serie animada creada por Zumbastico Studios en 2015. La serie mezcla stop motion con animación en 2D, utilizando el papel como materia prima para la construcción de los personajes y los escenarios, técnica que sus realizadores bautizaron papermotion. Fue coproducida por los canales Señal Colombia (Colombia), Pakapaka (Argentina) y TVN (Chile). Contó además con el apoyo del Consejo Nacional de Televisión de Chile (CNTV).
La serie fue estrenada el 7 de diciembre de 2015 a través de la cadena Señal Colombia. En mayo de 2016 obtuvo el premio a la mejor serie animada latinoamericana en el Festival Internacional de Animación Chilemonos.

## Sinopsis
Trata sobre una niña de 12 años que pasa sus vacaciones en la ciudad costera de Puerto Papel. Un día se encuentra un coco mágico y desde entonces, cada mañana se despierta poseyendo un superpoder diferente, con el que tiene que lidiar con la ayuda de sus amigos.

## Reparto
| Personaje         | Actor de voz     |
| ----------------- | ---------------- |
| Matilde           | Carolina Ayala   |
| Carlos            | Andrea Fröhlich  |
| Barbacrespa       | Orlando Noguera  |
| Jefe Astudillo    | Orlando Noguera  |
| Mortimer          | Fabián Hernández |
| Ferni             | Paula Barros     |
| Boldo             | Jonathan Ramírez |
| Tropecio Ferguson | Alejandro Toro   |

### Voces adicionales
- Arianna López
- Eduardo Wasveiler
- Luis Carreño

## Lista de episodios
Puerto Papel cuenta actualmente con 2 temporadas. Ambas cuentan con 26 capítulos, y ambas cuentan con un capítulo medio que significa un punto de división entre Temporada «X» Parte 1 y Parte 2.
Para las emisiones de Señal Colombia, son 4 temporadas con 13 episodios cada una. Esto se desmiente al saber que el canal oficial de Puerto Papel de YouTube menciona que solo hay 2 temporadas. Sin embargo, estos videos solo están disponibles para Chile.

### Resumen de la serie
| Temporada | Temporada | Episodios | Episodios | Emisión original         | Emisión original       |
| Temporada | Temporada | Episodios | Episodios | Primera emisión          | Última emisión         |
| --------- | --------- | --------- | --------- | ------------------------ | ---------------------- |
|           | 1         | 26        | 15        | 26 de septiembre de 2016 | 14 de octubre de 2016  |
|           | 1         | 26        | 11        | 17 de octubre de 2016    | 31 de octubre de 2016  |
|           | 2         | 26        | 13        | 15 de octubre de 2018    | 2 de noviembre de 2018 |
|           | 2         | 26        | 13        | 9 de noviembre de 2018   | 9 de diciembre de 2018 |

### Temporada 1 (2016)
| N.º en serie | N.º en temp. | Título                                                             | Fecha de emisión original                  |
| --- | ------------ | ------------------------------------------------------------------ | ------------------------------------------ |
| 1 | 1            | «Matilde todos los días»                                           | 26 de septiembre de 2016                   |
| Matilde, una niña que vive en la ciudad, llega a Puerto Papel, un pequeño pueblo costero, para pasar las vacaciones junto a su abuelo Barbacrespa. Accidentalmente, rompe un coco mágico que la dota de extraños y absurdos poderes. |              |                                                                    |                                            |
| 2 | 2            | «Alergia climática»                                                | 27 de septiembre de 2016                   |
| Matilde tiene el poder de cambiar el clima al estornudar y junto a Carlos se divierten haciendo que llueva y truene. En una de sus jugarretas suben la temperatura a más de 40 grados, debido a esto el agua se evapora y Mortimer el pez parlante corre peligro de morir. |              |                                                                    |                                            |
| 3 | 3            | «Flatulencias del tiempo»                                          | 28 de septiembre de 2016                   |
| Matilde tiene el poder de detener el tiempo cada vez que eructa. Al comienzo se divierte con Carlos jugando pequeñas bromas a sus amigos, pero queriendo llevar las cosas a un próximo nivel deciden detener a todo el pueblo con un gran eructo. |              |                                                                    |                                            |
| 4 | 4            | «Exprimido de sentimientos»                                        | 29 de septiembre de 2016                   |
| El skateboardista Bobby Jock hace un show en Puerto Papel. Matilde y sus amigos deciden vender jugos exprimidos para ganar dinero y poder ir al espectáculo. Matilde con su poder hace que los jugos cambien el estado de ánimo de quien los bebe. |              |                                                                    |                                            |
| 5 | 5            | «Risas, mentiras y video»                                          | 30 de septiembre de 2016                   |
| Matilde tiene el poder de ser tremendamente graciosa con tan solo abrir la boca. Todos se ríen de lo que dice menos Carlos. Pronto Matilde se convierte en una verdadera estrella de la farándula ganando gran popularidad al ser catalogada como “la niña más graciosa”. |              |                                                                    |                                            |
| 6 | 6            | «A la vuelta del sombrero»                                         | 3 de octubre de 2016                       |
| El poder de Matilde consiste en hacer desaparecer cosas cada vez que se ríe. Carlos es experto en hacerla reír y sin querer Matilde lo hace desaparecer. Desesperada busca la forma de traerlo de vuelta pues está segura que todo lo que desaparece debe ir a algún lado. |              |                                                                    |                                            |
| 7 | 7            | «Teletransportilde»                                                | 4 de octubre de 2016                       |
| Matilde y Carlos se divierten gracias al poder que tiene ella de teletransportarse al bosque cada vez que siente hambre. Este inusual comportamiento es descubierto por el Jefe Astudillo quien no le quita los ojos de encima y decide apresarla cuando la descubre teletransportándose. |              |                                                                    |                                            |
| 8 | 8            | «El día nacional del queso»                                        | 5 de octubre de 2016                       |
| Matilde está preocupada porque cada vez que pronuncia la palabra queso algo se prende en llamas. En Puerto Papel se celebra el “Día Nacional del Queso” y ella quiere quedarse en la casa para evitar problemas. Carlos la convence de salir a divertirse en el carnaval. |              |                                                                    |                                            |
| 9 | 9            | «La palabrota»                                                     | 6 de octubre de 2016                       |
| Cuando Carlos y Matilde entran disfrazados al cine para ver una película para mayores de 13 años, aprenden una nueva y graciosa palabra que Matilde comienza a gritar. |              |                                                                    |                                            |
| 10 | 10           | «Corre Matilde, corre»                                             | 7 de octubre de 2016                       |
| Cada vez que Carlos es engullido por un tiburón el día de Matilde comienza de nuevo. Ella comprende que si no logra salvar a su amigo su día comenzará una y otra vez. Sabiendo esto falla una y otra vez al intentar salvarlo para que su día vuelva a comenzar. |              |                                                                    |                                            |
| 11 | 11           | «Amor de papel»                                                    | 10 de octubre de 2016                      |
| Matilde tiene una antena en su cabeza y se divierte sintonizando todos los canales del mundo. Pero un rayo cae en la antena y su casa se transforma en un campo electromagnético que atrae todos los televisores del pueblo. |              |                                                                    |                                            |
| 12 | 12           | «La vida secreta de los árboles»                                   | 11 de octubre de 2016                      |
| Matilde y sus amigos acampan en el bosque. Matilde se interna en un claro y al tocar un árbol este cobra vida. Gracias a su poder los árboles pueden hablar y ella se entera de un secreto: «los árboles son bromistas profesionales», pues cuando alguien se tropieza con su raíz en realidad son ellos los que hacen zancadilla. |              |                                                                    |                                            |
| 13 | 13           | «Todo o nada»                                                      | 12 de octubre de 2016                      |
| Matilde tiene el poder de ganar en el juego y comienza a obsesionarse con las apuestas pues siempre sale victoriosa. Juega, gana y humilla a todos sus amigos y pronto ya nadie quiere jugar con ella. Desesperada por jugar con alguien acepta la invitación de un extraño que llega a Puerto Papel. |              |                                                                    |                                            |
| 14 | 14           | «El caso»                                                          | 13 de octubre de 2016                      |
| Matilde y Carlos ven una película de detectives al tiempo que Barbacrespa no puede encontrar a Mortimer. El poder de Matilde transforma todo en una película en donde ella y Carlos son investigadores. Siguiendo pistas y recolectando evidencia se dan cuenta de que Mortimer no está desaparecido. |              |                                                                    |                                            |
| 15 | 15           | «El títere»                                                        | 14 de octubre de 2016                      |
| Matilde despierta y extrañada descubre que hay un títere sobre su cama. Al ponérselo en la mano el títere cobra vida. Barbacrespa le dice a Matilde que debe ayudar con las tareas domésticas pero el títere convence a Matilde de que los niños no deben ayudar a los adultos. |              |                                                                    |                                            |
| 16 | 16           | «Insomnia»                                                         | 17 de octubre de 2016                      |
| Carlos le juega una broma a Matilde cambiándole su leche chocolatada por café en polvo. Matilde pasa la noche en vela y a causa de su poder no sale el sol. Ante este extraño hecho Barbacrespa, Boldo y Ferni creen que se trata de un apocalipsis zombi. |              |                                                                    |                                            |
| 17 | 17           | «Una historia de patata»                                           | 18 de octubre de 2016                      |
| Carlos y Matilde ayudan a Tropecio en su huerta de vegetales, y al no poder encontrar agua para regarla, Carlos le propone a Matilde escupir en las semillas. Al hacerlo, a causa de su poder, un tubérculo cobra vida al contacto con la saliva. |              |                                                                    |                                            |
| 18 | 18           | «Patente pendiente»                                                | 19 de octubre de 2016                      |
| Matilde es excelente en los negocios, saca cálculos y anticipa el comportamiento del mercado. Tropecio Ferguson nota esto y le pide ayuda para su negocio. Matilde acepta encantada, lo que no sabe es que el negocio consiste en talar árboles. |              |                                                                    |                                            |
| 19 | 19           | «El misterio»                                                      | 20 de octubre de 2016                      |
| Matilde se divierte en el bosque con sus amigos cuando de pronto deciden irse y dejarla sola. Curiosa por la actitud de ellos, comienza a seguirlos y descubre extraños comportamientos. |              |                                                                    |                                            |
| 20 | 20           | «La vida en patineta»                                              | 21 de septiembre de 2016                   |
| Es el 2° campeonato de patineta en Puerto Papel y el premio es una cena con "Bobby Jock". Carlos decide inscribirse y ganarlo como sea, pero no es bueno con la patineta y pierde toda esperanza. Matilde lo insta a seguir practicando. |              |                                                                    |                                            |
| 21 | 21           | «Crece, Matilde»                                                   | 24 de octubre de 2016                      |
| Matilde amanece con una gran espinilla en su rostro y decide no salir a la calle para evitar las burlas de la gente. Barbacrespa le explica que tener espinillas es normal y parte del crecimiento, pero ella no está del todo de acuerdo. |              |                                                                    |                                            |
| 22 | 22           | «El regreso de Norman el oloroso Gamboa II: 2° parte, la venganza» | 25 de octubre de 2016                      |
| Norman regresa a Puerto Papel para apoderarse de los poderes de Matilde. Él quiere conquistar el mundo a través de una cadena de restaurantes de comida rápida y utilizar a todos los habitantes del puerto como empaques. Nota: El antagonista reaparece después del capítulo "Todo o nada". |              |                                                                    |                                            |
| 23 | 23           | «Cambio de papel»                                                  | 26 de octubre de 2016                      |
| Barbacrespa necesita encontrar trabajo para pagar sus cuentas, mientras que Matilde debe practicar para ganar el campeonato de videojuegos. Ambos tienen una discusión y se critican mutuamente. Al día siguiente ambos han cambiado de cuerpos. |              |                                                                    |                                            |
| 24 | 24           | «Había una vez...»                                                 | 27 de octubre de 2016                      |
| Matilde tiene el poder de reinterpretar libremente los cuentos clásicos, así que reúne a Barbacrespa, Mortimer y Carlos para narrarles una versión especial del “Mago de Oz”, en donde Niño Paleta es el protagonista. |              |                                                                    |                                            |
| 2526 | 2526         | «El final del verano»                                              | 28 de octubre de 201631 de octubre de 2016 |
| Parte 1: El verano ha llegado a su fin y Matilde debe volver a la capital. En este último día de descanso, Matilde siente que sus poderes no la han dejado disfrutar bien sus vacaciones y siempre la han metido en problemas. Parte 2: Mortimer lleva a Matilde al Puerto Papel del futuro. Allí, Tropecio Ferguson es el amo pues posee ahora los poderes del Coco Mágico. Ha talado el bosque para hacer botones de ascensor y controla al pueblo para que lo obedezca. |              |                                                                    |                                            |

### Temporada 2 (2018)
| N.º en serie | N.º en temp. | Título                          | Fecha de emisión original |
| --- | ------------ | ------------------------------- | ------------------------- |
| 27 | 1            | «El último verano en la tierra» | 15 de octubre de 2018     |
| Matilde vuelve a Puerto Papel a pasar sus vacaciones. Al llegar al pueblo, se entera de que todos conocen su secreto. |              |                                 |                           |
| 28 | 2            | «Otra historia de patata»       | 16 de octubre de 2018     |
| Tropecio Ferguson desea escribir sus memorias y que estas se conviertan en todo un best seller. Para cumplir su objetivo rapta al señor Papardelli; mientras tanto Matilde aprovecha su poder para que sus amigos irrumpan en la mansión de Tropecio. |              |                                 |                           |
| 29 | 3            | «Multilde»                      | 17 de octubre de 2018     |
| Dado que tiene el poder de vomitar versiones de sí misma, Matilde crea un ejército de clones para que la ayuden a realizar las tareas domésticas. |              |                                 |                           |
| 30 | 4            | «Secretos y patinetas»          | 18 de octubre de 2016     |
| Matilde tiene el poder de atravesar paredes y lleva a sus amigos a conocer el camerino de "Bobby Jock", quien tiene un show de patineta en Puerto Papel. Ellos descubren que el talento de su ídolo se debe a unas zapatillas robóticas. |              |                                 |                           |
| 31 | 5            | «¡Juega Matilde!»               | 19 de octubre de 2018     |
| El poder de Matilde hace que ella junto a Carlos terminen en el interior de un videojuego. Ellos se convierten en los personajes principales, pero el problema es que todas las acciones que realizan en el juego tienen repercusión en la vida real. |              |                                 |                           |
| 32 | 6            | «Amor sin plumas»               | 20 de octubre de 2018     |
| El poder de Matilde permite que un cóndor hembra pueda hablar. El animal y Mortimer se enamoran y deciden huir para poder estar juntos, hasta que «Pez Mascota» se da cuenta de que el ave rapaz tiene planes para comérselo. |              |                                 |                           |
| 33 | 7            | «Una loba (pre)adolescente»     | 21 de octubre de 2018     |
| Matilde se ve enfrentada a subirse en una bicicleta y sufre un ataque de pánico. Ella recuerda un momento traumático de su infancia, cuando intentando aprender a montar, cayó a unos arbustos donde un lobo la atacó y la mordió. |              |                                 |                           |
| 34 | 8            | «La zona papelosa»              | —                         |
| Matilde pierde la paciencia al sentir que sus amigos solo ven sus poderes como una forma de divertirse. Debido a estos poderes, cuando sus amigos la tocan, viven una especie de sueño en donde cada uno se pone en los zapatos de Matilde. |              |                                 |                           |
| 35 | 9            | «Cantando bajo el papel»        | —                         |
| Matilde adquiere el poder de cantar todo en rima como si fuese un musical. Carlos la graba con su celular y la chica se vuelve todo un fenómeno en la Internet. Se le empieza a conocer con el nombre de: “La Princesa Misteriosa”. |              |                                 |                           |
| 36 | 10           | «La vida de los otros»          | —                         |
| Matilde tiene el poder de sintonizar la vida de los habitantes de Puerto Papel por televisión. Junto a Carlos, observan la historia de "Mamarrana", quien realiza un viaje a través de distintos parajes para conocer el verdadero destino de su esposo. |              |                                 |                           |
| 37 | 11           | «Yo, Jefe Astudillo»            | 25 de octubre de 2016     |
| El jefe Astudillo es obligado a tomar vacaciones y eso lo deprime mucho. Norman y Bubolino, los villanos de Puerto Papel, aprovechan el estado de ánimo del policía y le tienden una trampa para sacar la estatua de la plaza del pueblo. Nota: Los 2 antagonistas, Norman regresa por tercera vez y Bubolino reaparece después del capítulo "El títere".                                                                    |              |                                 |                           |
| 3839 | 1213         | «Volver a Puerto Papel»         | 29 de octubre de 2018     |
| Parte I: Barbacrespa y Mortimer relatan a Matilde la historia del Coco Mágico y el Capitán Corrugado. Mientras tanto, el maléfico capitán captura a los amigos de Matilde y ella debe ir a rescatarlos. Parte II: El malvado Capitán Corrugado es liberado de su prisión, y manipulando a Matilde escapa a una dimensión paralela para buscar la Alcachofa de Cristal, un artefacto mágico tan poderoso como el Coco Mágico. |              |                                 |                           |
| 40 | 14           | «Matzilla»                      | 30 de octubre de 2018     |
| Matilde se vuelve una gigante y, para evitar problemas, huye de Puerto Papel. Durante su periplo conoce a Arnold, un gigante que quiere destruir Puerto Papel para que Matilde se quede junto a él por siempre. |              |                                 |                           |
| 41 | 15           | «Niña pez»                      | 31 de octubre de 2018     |
| Matilde les confiesa a sus amigos que nunca aprendió a nadar. Carlos no le cree y sin querer la empuja al mar. Sus poderes la convierten en una sirena, capaz de no solo nadar, sino de respirar bajo el agua. |              |                                 |                           |
| 42 | 16           | «Papemon»                       | 1 de noviembre de 2018    |
| Gracias al poder de Matilde, ella y Carlos pueden convertirse en domadores de extrañas criaturas. Sin embargo, las cosas se salen de control y se desencadena el caos. |              |                                 |                           |
| 43 | 17           | «Fiebre de papel por la noche»  | 2 de noviembre de 2018    |
| Matilde tiene fiebre y su poder hace que la temperatura de su cuerpo ascienda cada minuto. Para salvar Puerto Papel de un terrible incendio, Ferni, Boldo y Carlos se hacen pequeñitos y entran al cuerpo de Matilde. |              |                                 |                           |
| 44 | 18           | «El alcalde»                    | 4 de noviembre de 2018    |
| Las leyes de Puerto Papel no permiten que Matilde y sus amigos se diviertan. Descubren que la ciudad no tiene alcalde y deciden celebrar elecciones, pero los resultados no son los que esperaban. |              |                                 |                           |
| 45 | 19           | «El regreso de Bobby Jock»      | 29 de noviembre de 2018   |
| Bobby Jock regresa para vengarse de Carlos. Su plan es borrar la memoria de todos los amigos del joven para que se quede solo. |              |                                 |                           |
| 46 | 20           | «Donde viven los Papemonstruos» | 1 de diciembre de 2018    |
| El nuevo poder de Matilde hace que todo lo que escriba se haga realidad. Inventa una historia y se convierte en la reina de una isla. |              |                                 |                           |
| 47 | 21           | «Los años papeltásticos»        | 2 de diciembre de 2018    |
| Matilde transforma un carrusel defectuoso en una máquina del tiempo en la que Ferni y ella viajan al pasado. Una vez allá, Matilde conoce a su abuelo y descubre el gran secreto de Barbacrespa. |              |                                 |                           |
| 48 | 22           | «El Big Bang del papel»         | 4 de diciembre de 2018    |
| El poder de Matilde hace que el día de todos en Puerto Papel sea como una serie de comedia. |              |                                 |                           |
| 49 | 23           | «La pezuña púrpura del puerto»  | 6 de diciembre de 2018    |
| Se estrena la nueva película de John Puerco y Matilde logra hacer que John salga de la pantalla. ¡Ambos se hacen amigos! |              |                                 |                           |
| 50 | 24           | «Mecánica popular»              | 7 de diciembre de 2018    |
| El vehículo del jefe Astudillo cobra vida para rebelarse cuando ve que lo reemplazaron por un modelo más nuevo. La potencia de Matilde da vida a todos los vehículos de Puerto Papel, y comienza una revolución mecánica. |              |                                 |                           |
| 5152 | 2526         | «Hasta el fin del papel»        | 9 de diciembre de 2018    |
| Para vencer al capitán Corrugado, Boldo propone abrir un portal interdimensional e ir en busca de un tercer artefacto mágico. Está en juego el futuro del papemundo y le toca a Matilde salvarlo. |              |                                 |                           |

## Transmisión
| Período de transmisión            | Cadena                                           | Canal                           | País                |
| --------------------------------- | ------------------------------------------------ | ------------------------------- | ------------------- |
| 7 de diciembre de 2015 - presente | Archivo:RTVC Sistema de Medios Públicos logo.png | Archivo:Señal Colombia logo.png | Bandera de Colombia |
| 2020-2021                         | Archivo:TV Perú logo.png                         | Archivo:IPe 2019 logo.png       | Bandera de Perú     |